# Through the lens

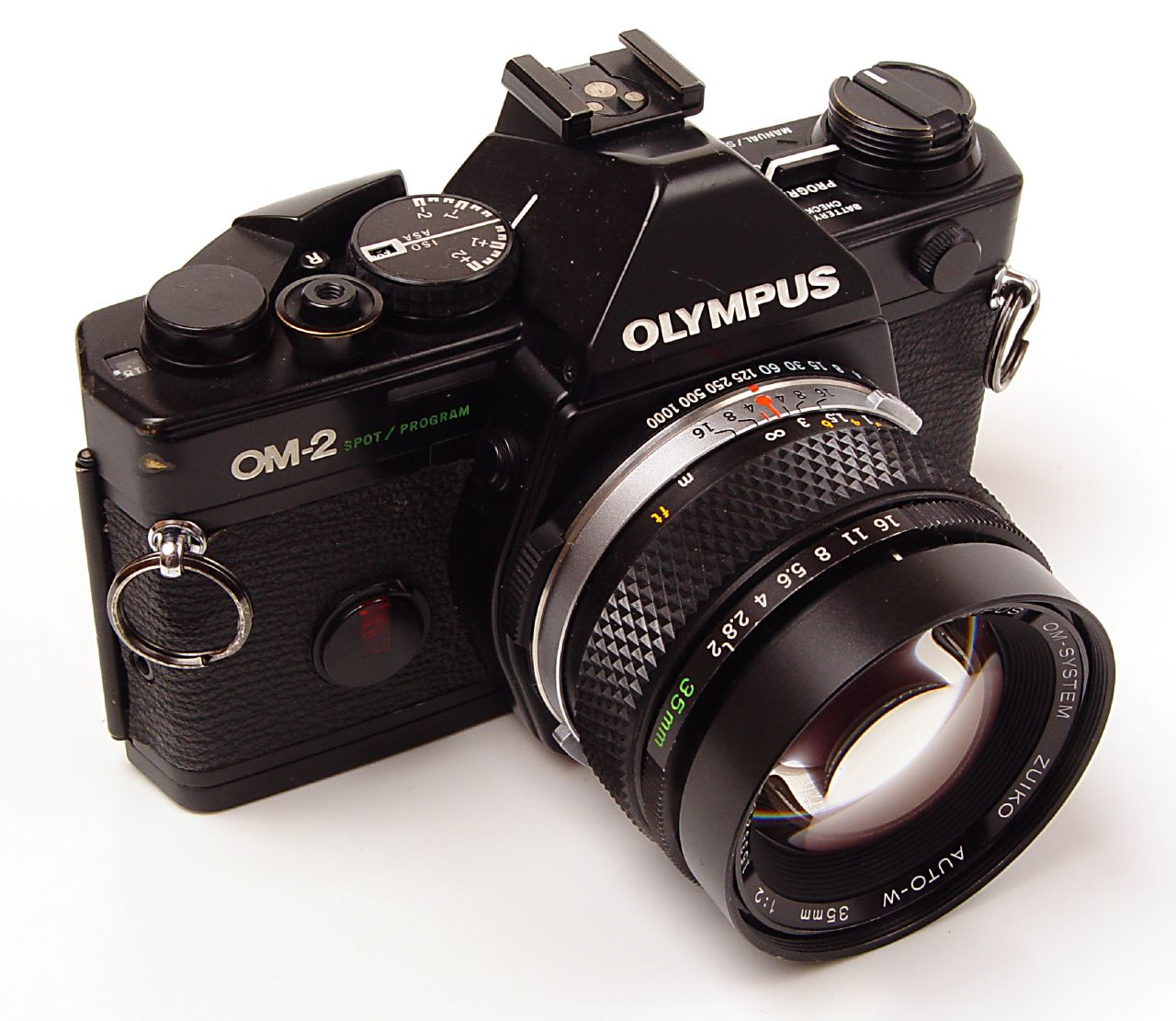
De Olympus OM-2, de eerste camera met TTL-lichtmeting

Through the lens (TTL), door de lens, is een techniek om door de lens van een camera bepaalde metingen te verrichten, meestal de lichtsterkte. Dit in tegenstelling tot de meting middels een afzonderlijk venster op de camera, die vroeger gebruikelijk was.
De afkorting wordt onder andere gebruikt in flitsfotografie bij elektronenflitsers waarbij de belichting wordt geregeld door een lichtmeting door de lens van een fotocamera.

## Flash TTL
Wanneer een camera een foto maakt met flits, wordt de hoeveelheid licht die terugkaatst vanaf de film in de camera gemeten terwijl de sluiter openstaat. Wanneer voldoende licht het filmvlak heeft bereikt, wordt de flitser automatisch afgesloten. TTL-flitsmeting werd in 1980 voor het eerst toegepast op de Olympus OM-2 en de Minolta CLE en een paar maanden later op de veel bekendere Minolta X-700.
Deze methode was niet voor alle digitale camera's even geschikt aangezien deze camera's geen film maar een lichtgevoelige sensor gebruiken om het beeld vast te leggen. Die sensor had soms een heel andere reflectiekarakteristiek dan film – maar niet altijd. De sensor uit bijvoorbeeld de Fuji S2 Pro, die een reflectiekarakteristiek heeft die heel goed vergelijkbaar is met die van het filmvlak, is uitstekend bruikbaar voor door-de-lens-flitsmeting met flitsers die gemaakt zijn voor analoge camera's (bijvoorbeeld de Nikon SB28-flitser).

## Digitale flitsmeting
E-TTL is een methode van Canon om ook bij digitale fotografie een goede belichting te verkrijgen met behulp van een flitser. Bij E-TTL wordt er een korte flits gegeven vlak voor de werkelijke foto wordt genomen. Deze voorflits, die praktisch niet te zien is, wordt gebruikt om de belichting van de flitser af te stemmen met het diafragma en de sluitertijd. E-TTL(II) is een verbetering van de techniek om de belichting te berekenen, waarbij ook rekening gehouden kan worden met de afstanden waarop is scherp gesteld, de aanwezigheid van meer en mindere reflectieve voorwerpen in een beeld etc.
D-TTL en I-TTL van Nikon is een vergelijkbare techniek, en andere fabrikanten hebben soortgelijke systemen ontwikkeld.